# Åsklosters IF

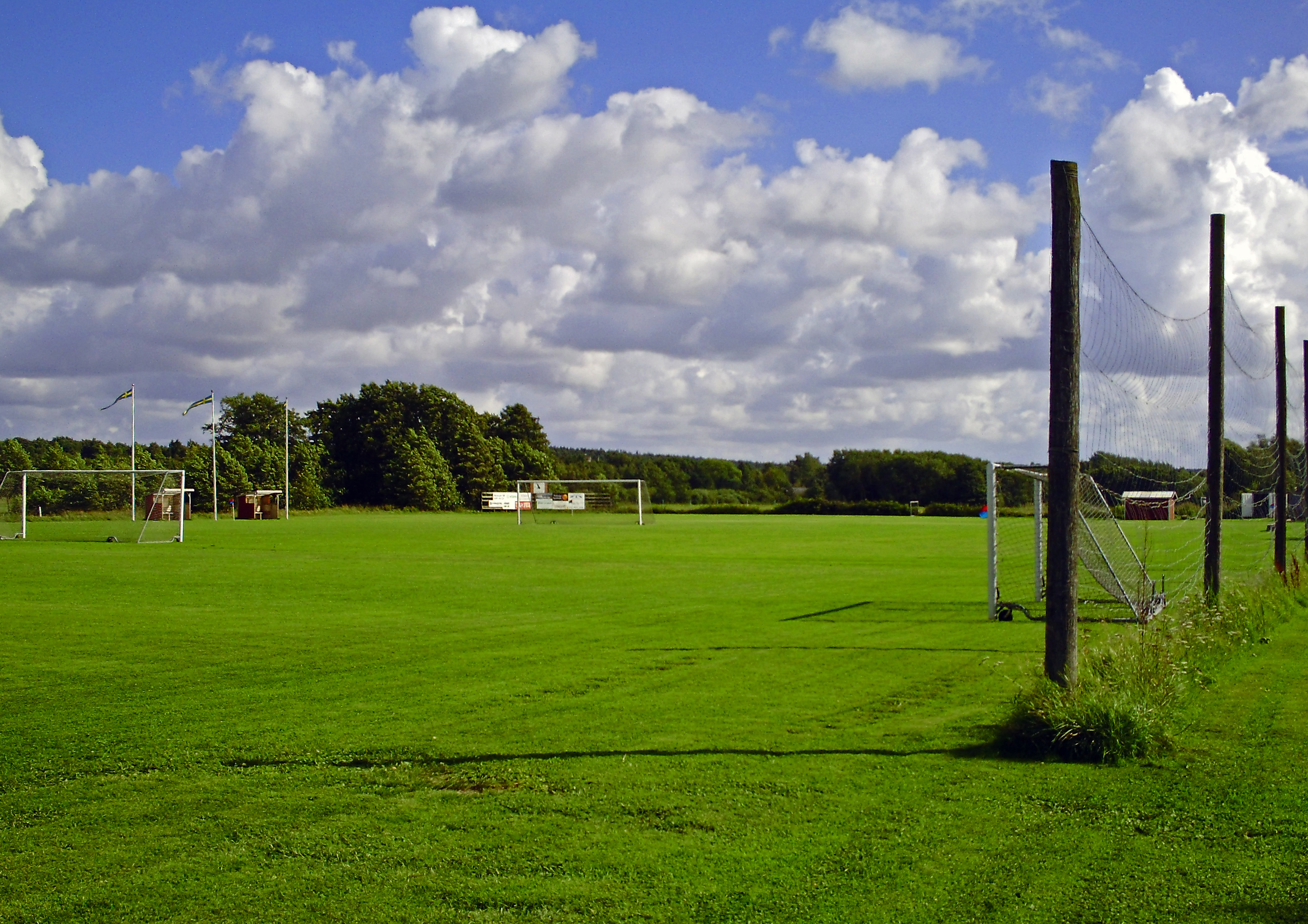
Åskloster IF:s hemmaplan, Klostervallen.

Åsklosters IF är en idrottsförening i Åskloster i Varbergs kommun i Halland. Föreningen bildades 1928 och har ända sedan starten haft fotboll som huvudinriktning. Dock har bland annat även gång, bandy och gymnastik förekommit på programmet. Föreningens fotbollsplan har flyttats ett flertal gånger genom historien, vid starten fanns den på Getaryggen. Den nuvarande planen, Klostervallen, bredvid Åsklosters samhälle, etablerades 1969.
Klubbens färger är röd tröja blå byxor och vita strumpor.

## Framgångsrika idrottare i Åsklosters IF
- May Bengtsson (tidigare Johansson) är en av de absolut största idrottare, 10 SM-guld och 2 SM-brons i gång, som inlett sin bana i Åsklosters IF.

## Tränare för fotbollslaget genom åren
- 2006- Krister Söder, Peder Larsson
- 2004-05 Tobias Bengtsson
- 2001-03 Christer Andersén
- 1999-00 Stefan Bengtsson
- 1998 Göran Svensson
- 1997 Bjarne Dragstedt
- 1993-96 Bengt Andersén
- 1991-92 Karl-Axel Svensson
- 1990 Stefan Borginger
- 1985-89 P-O Johansson
- 1984 Tord Martinsson
- 1983 Tommy Blom
- 1982 Gösta Börjesson
- 1981 Göran Johansson
- 1978-80 Arno Nurminen
- 1976-77 Kjell Åke Palmkvist
- 1970-75 Stig "Hagadalarn" Larsson
- 1969 Alvar Larsson
- 1966-68 Kurt-Erik Eliasson